# Auxocromo
In chimica un auxocromo è un gruppo funzionale contenente orbitali non leganti n che introdotto in una sostanza colorata (cromoforo), ne sviluppa e/o ne rinforza il colore e la trasforma in una sostanza colorante.
È un gruppo funzionale legato covalentemente al cromoforo.
Può essere acido (quando ionizza come anione), basico (quando ionizza come catione), può essere costituito da un singolo atomo con doppietti elettronici non condivisi (cloro), oppure da un gruppo di atomi (gruppo metile, gruppo vinile).
Gli auxocromi acidi sono: il gruppo solfonico, carbonilico, idrossilico.
Quelli basici sono: il gruppo amminico e i suoi derivati e i metalli.
Possono determinare anche spostamenti della lunghezza d'onda d'assorbimento: effetto batocromo (verso lunghezze d'onda maggiori) o effetto ipsocromo (verso lunghezze d'onda minori).
Per esempio la transizione π→π* dell'etilene si trova nel lontano UV, a lunghezze d'onda di circa 165 nm, il composto risulta quindi incolore; l'aggiunta di un gruppo auxocromo alla molecola, come un alogeno, porta alla probabile formazione di tre nuovi orbitali, 2 π e 1 π*, riducendo così la ΔE tra HOMO e LUMO (effetto batocromo). Nei composti carbonilici invece la presenza di un gruppo auxocromo può portare a un effetto ipsocromo, per esempio l'acetaldeide in esano ha λmax=293 nm, mentre il cloruro di acetile in esano ha λmax=235 nm. 